# Ficus catappifolia
Ficus catappifolia är en mullbärsväxtart som beskrevs av Carl Sigismund Kunth och Bouche. Ficus catappifolia ingår i släktet fikonsläktet, och familjen mullbärsväxter. Inga underarter finns listade i Catalogue of Life.